# Abarema centiflora
Abarema centiflora är en ärtväxtart som beskrevs av Rupert Charles Barneby och James Walter Grimes. Abarema centiflora ingår i släktet Abarema och familjen ärtväxter. Inga underarter finns listade i Catalogue of Life.